# Ursula Kampmann
Ursula Maria Kampmann (* 20. Juni 1964 in München) ist eine deutsche Numismatikerin, Historikerin und Publizistin.

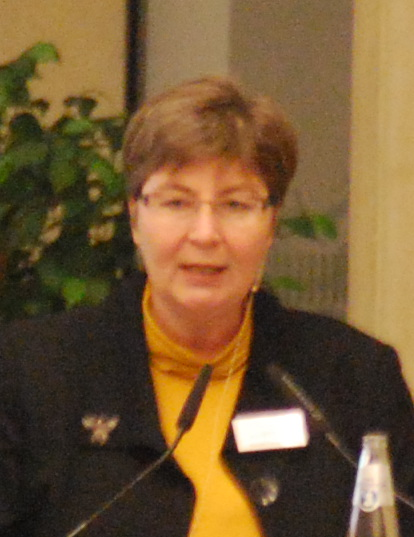
Ursula Kampmann bei einer wissenschaftlichen Tagung 2011 in Berlin

## Leben
Ursula Kampmann studierte in München und Saarbrücken Alte Geschichte, Vor- und Frühgeschichte, Vorderasiatische Archäologie und Mittelalterliche Geschichte mit einem besonderen Schwerpunkt auf der antiken Numismatik. 1991 wurde sie mit dem numismatisch-historischen Thema Die Homonoia-Verbindungen von Pergamon in Saarbrücken promoviert. 1987 begann Ursula Kampmann im Münzhandel zu arbeiten, bis 1990 bei der Giessener Münzhandlung in München, danach von 1992 bis 2001 in der schweizerischen Münzen und Medaillen AG.
Schon während ihrer Tätigkeit als Münzhändlerin etablierte sich Ursula Kampmann als Journalistin im Fachbereich Numismatik. Seit 1996 erscheinen in der MünzenRevue, die sie seit 2002 als Chefredakteurin betreut, regelmäßig ihre Artikel. Mittlerweile drucken auch viele andere Zeitschriften ihre Arbeiten, die dafür ins Englische, Norwegische, Rumänische, Schwedische. Spanische, Tschechische und Russische übersetzt werden. In den Jahren zwischen 2001 und 2005 arbeitete Ursula Kampmann freiberuflich als Sekretärin des International Bureau for the Suppression of Counterfeit Coins (IBSCC) der International Association of Professional Numismatists (IAPN). In dieser Funktion veröffentlichte sie zahlreiche Artikel über moderne Münzfälschungen.
Ursula Kampmann ist Gründerin der numismatischen Online-Zeitschrift MünzenWoche / CoinsWeekly.
Ursula Kampmann arbeitet an der Schnittstelle zwischen wissenschaftlicher Numismatik, Münzhandel und Publizistik. Sie hält Vorträge vor Wissenschaftlern, aber auch vor Sammlern. Ihre Arbeiten umfassen nicht nur Bücher, sondern auch Hörspiele, Videos und Ausstellungen, wie „Die Zürcher und ihr Geld“, eine Ausstellung des Schweizerischen Landesmuseums im Museum Bärengasse oder „KleinGeld“ in der Münze Berlin. Für ihre Verdienste bei der Vermittlung wissenschaftlicher Inhalte der Numismatik an Laien wurde Ursula Kampmann 2002 mit dem Vreneli-Preis, 2003 mit dem Ehrenpreis der Gesellschaft für Internationale Geldgeschichte, Frankfurt, 2012 mit dem Otto-Paul-Wenger-Preis des Verbandes der Schweizerischen Berufsnumismatiker, 2015 mit dem Burnett Anderson Award der American Numismatic Association, der American Numismatic Society und der Numismatic Literature Guild ausgezeichnet. Kampmann ist Fellow der American Numismatic Society.
Ursula Kampmann vertritt das Recht auf das private Sammeln von Münzen. Da sie nicht nur eine wissenschaftliche Ausbildung besitzt, sondern sowohl die Welt des Handels als auch archäologische Ausgrabungen kennt, wurde sie mehrfach zu internationalen Kongressen zum Thema Kulturgüterschutz eingeladen, erstmals 2004 zum Kolloquium „Who owns objects?“, veranstaltet vom St. Cross-All Souls Seminar Oxford. 2015 initiierte Ursula Kampmann im Rahmen der Neugestaltung des Kulturgüterschutzgesetzes durch das Ministerium für Kultur und Medien eine Online-Petition mit dem Titel „Für den Erhalt des privaten Sammelns“.

## Kritik
Kampmann griff 2015 die Arbeit von Günther Wessel, der die Raubgrabungspraxis beschrieb, als „politisches Pamphlet“ an.

## Auszeichnungen
- 2003 Ehrenpreis der Gesellschaft für Internationale Geldgeschichte (GIG)
- 2012 Otto-Paul-Wenger-Preis (Verband der Schweizerischen Berufsnumismatiker)
- 2015 Burnett Anderson Memorial Award for Excellence in Numismatic Writing (American Numismatic Association)

## Schriften
- Die Homonoia-Verbindungen der Stadt Pergamon oder der Versuch einer kleinasiatischen Stadt unter römischer Herrschaft eigenständige Politik zu betreiben (= Saarbrücker Studien zur Archäologie und alten Geschichte. 9). Saarbrücker Druckerei und Verlag, Saarbrücken 1996, ISBN 3-925036-97-0 (Zugleich: Saarbrücken, Universität, Dissertation, 1991).[4]
- Die Münzen der römischen Kaiserzeit. Gietl u. a., Regenstauf 2004, ISBN 3-924861-77-3 (2. Auflage, überarbeitet und erweitert, mit aktuellen Bewertungen. Battenberg, Regenstauf 2011, ISBN 978-3-86646-071-3).
- Menschengesichter. Götter, Herrscher, Ideale – das Antlitz des Menschen im Münzbild. Oesch, Zürich 2005, ISBN 3-0350-9002-5.
- mit Thomas Ganschow: Die Münzen der römischen Münzstätte Alexandria. Battenberg, Regenstauf 2008, ISBN 978-3-86646-027-0.
- Im Schatten der Adler Roms. Münzen der Republik aus der Sammlung Wyprächtiger. Oesch, Zürich 2011, ISBN 978-3-0350-9007-9.
- Der Wiener Philharmoniker. Eine Anlagemünze schreibt Geschichte. Battenberg Gietl, Regenstauf 2018, ISBN 978-3-86646-145-1.